# Neolebias powelli
Neolebias powelli es una especie de peces de la familia Citharinidae en el orden de los Characiformes.

## Morfología
Los machos pueden llegar alcanzar los 1,6 cm de longitud total.

## Hábitat
Vive en zonas de clima tropical (23 °C-26 °C).

## Distribución geográfica
Se encuentran en África: delta del Níger en Nigeria.